# Dacine, Odesa
Dacine (în ucraineană Дачне) este un sat în Comuna Dacine din raionul Odesa, regiunea Odesa, Ucraina, formată numai din satul de reședință.

## Demografie
Componența lingvistică a comunei Dacine
     Ucraineană (87,31%)
     Rusă (11,26%)
     Alte limbi (1,12%)
Conform recensământului din 2001, majoritatea populației comunei Dacine era vorbitoare de ucraineană (87,31%), existând în minoritate și vorbitori de rusă (11,26%).